# Petrock

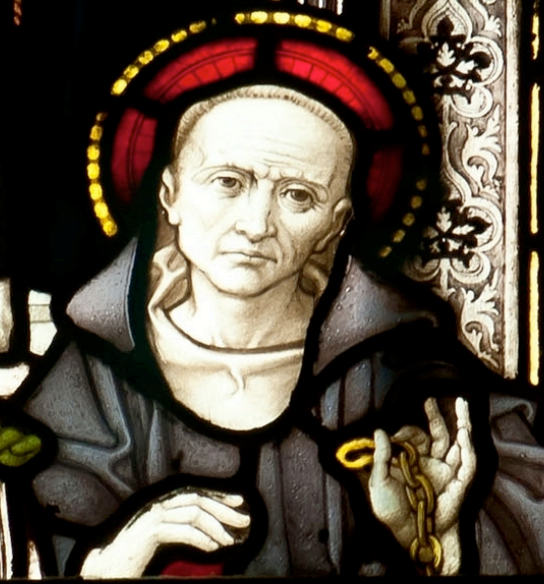
Petroc von Cornwall

Petrock, auch bekannt als Petroc, ist ein keltischer Heiliger aus dem 6. Jahrhundert. 
Petrock wurde vermutlich im 6. Jahrhundert in Wales oder Cornwall geboren. Der Legende nach entstammt er einer keltischen Königsfamilie, als möglicher Vater wird König Glywys von Glywysing genannt. In Trebetherick gründete er ein Kloster und in Lanwethinoc eine Schule. Der Ort wurde Petrocs-Stow genannt, heute Padstow.
Zu seinen Wundertaten gehörte es, Krankheiten zu heilen, Dämonen auszutreiben und Menschen aus lebensbedrohlichen Situationen zu retten. Überliefert ist ferner, dass Petrock eine Quelle mit einem Stock geöffnet haben soll, um Dürstenden Wasser zu spenden. 
Er gründete Kirchen in Little Petherick und an weiteren Orten in Britannien, Wales und der Bretagne. Petrock wird in der keltischen und britischen christlichen Kirche als Heiliger verehrt, ist zudem Schutzpatron von Cornwall. Sein Gedenktag ist der 4. Juni. Die Flagge von Devon ist ihm gewidmet.